# Julia Mai (Triathletin)
Julia Mai (* 7. Dezember 1979 in Frankfurt am Main als Julia Bohn; † 7. Oktober 2018) war eine deutsche Triathletin.

## Werdegang
Julia Bohn lief 2001 als damals 22-Jährige ihren ersten Marathon, sie kam 2001 zum Triathlon und startete im Juli 2003 als jüngste Teilnehmerin auf der Langdistanz beim Ironman Germany (3,8 km Schwimmen, 180 km Radfahren und 42 km Laufen). Sie startete für den Verein Erster Offenbacher Schwimmclub.
2008 belegte sie beim Ironman Germany (Ironman European Championships) den fünften Rang in der Altersklasse.
Im Laufe ihrer Triathlonkarriere absolvierte sie insgesamt 40 Langdistanzen und unzählige Sprint-, Kurz- und Mitteldistanzen.

### Profi-Athletin seit 2010
Seit 2010 startete sie als Profi-Athletin und wurde in diesem Jahr im April Elfte beim Ironman South Africa und im August Sechste beim Ironman Regensburg.
2011 gewann sie ihre erste Langdistanz beim ICAN auf Mallorca. 2012 landete sie bei der Challenge Roth nach 9:37:37 h mit persönlicher Bestzeit auf dem zwölften Rang der ETU-Europameisterschaft auf der Triathlon-Langdistanz (3,8 km Schwimmen, 180 km Radfahren und einem Marathonlauf über 42,2 km).
Im August 2013 gewann sie das Rennen auf der Langdistanz beim Ostseeman. 2014 und 2015 konnte sie hier den zweiten Rang erreichen und 2016 wurde sie Dritte. 2014 wurde sie im September Zweite beim Köln-Triathlon und nur eine Woche später ebenso Zweite beim Ironman Wales. Im April 2015 wurde sie Dritte beim Strongman All Japan Triathlon und ein Jahr später belegte sie hier den zweiten Rang. Im selben Jahr gewann sie den KM0 Triathlon in Madrid.
2016 wurde sie im Oktober Vierte beim AlpsMan Extreme Triathlon am Lac d’Annecy. Im Juli 2017 gewann Julia Mai auf der Langdistanz den Triathlon de Vitoria-Gasteiz, wo sie im Vorjahr den zweiten Platz belegt hatte. 2018 startete sie im Juli erneut in Vitoria-Gasteiz, musste das Rennen aber bereits auf der Schwimmdistanz beenden. Eine Woche später wurde sie Zweite auf der olympischen Distanz beim Churfranken Triathlon.
Ihr Trainer war zuletzt Mario Schmidt-Wendling.

### Privates
Seit ihrer Hochzeit im Oktober 2015 startete sie als Julia Mai. Sie lebte mit ihrem Mann in Karben. Julia Mai war eine ausgebildete Fitnesstrainerin. Sie arbeitete bis 2016 in einem Frankfurter Laufshop und stieg dann als Trainerin in einem Fitness-Studio als Coach ein. Zusätzlich wurde sie Female-Ambassador beim Fahrradhersteller Specialized.
Am 7. Oktober 2018 starb Mai im Alter von 38 Jahren nach einer kurzen und schweren Krebserkrankung.

## Sportliche Erfolge
| Datum/Jahr    | Platz | Wettbewerb                                           | Austragungsort | Zeit     | Bemerkung                                                                                              |
| ------------- | ----- | ---------------------------------------------------- | -------------- | -------- | --- |
| 15. Juli 2018 | 2     | Churfranken Triathlon                                | Heilbronn      | 02:22:11 | Zweite hinter Dana Wagner; olympische Distanz                                                          |
| 19. Juni 2016 | 6     | DTU Deutsche Meisterschaft Triathlon Mitteldistanz   | Heilbronn      | 04:51:55 | Die Challenge Heilbronn musste witterungsbedingt als Duathlon ausgetragen werden – gilt dennoch als DM |
| 10. Juni 2012 | 14    | ETU Middle Distance Triathlon European Championships | Kraichgau      | 04:46:31 | Europameisterschaft auf der Halbdistanz im Rahmen der Challenge Kraichgau                              |
| 27. Juni 2011 | 1     | Hennef-Triathlon                                     | Hennef         | 02:12:45 | Olympische Distanz                                                                                     |

| Datum/Jahr    | Platz | Wettbewerb                                         | Austragungsort  | Zeit     | Bemerkung |
| ------------- | ----- | -------------------------------------------------- | --------------- | -------- | --- |
| 8. Juli 2018  | DNF   | Triathlon de Vitoria-Gasteiz                       | Vitoria-Gasteiz | –        | |
| 9. Sep. 2017  | 8     | ETU Long Distance Triathlon European Championships | Almere          | 10:01:50 | ETU-Europameisterschaft Triathlon Langdistanz im Rahmen der Challenge Almere-Amsterdam                                               |
| 9. Juli 2017  | 1     | Triathlon de Vitoria-Gasteiz                       | Vitoria-Gasteiz | 09:37:52 | [ 7 ] |
| 1. Okt. 2016  | 4     | Alpsman Extreme Triathlon                          | Lac d’Annecy    | 13:57:11 | 3,8 km Schwimmen, 180 km (4300 Hm) Radfahren und 42 km (1300 Hm) Laufen                                                              |
| 7. Aug. 2016  | 3     | Ostseeman                                          | Glücksburg      |          | |
| 10. Juli 2016 | 2     | Triathlon de Vitoria-Gasteiz                       | Vitoria-Gasteiz |          | |
| 17. Apr. 2016 | 2     | Strongman All Japan Triathlon                      | Miyakojima      |          | |
| 27. Sep. 2015 | 1     | Triatlón Madrid KM0                                | Madrid          | 10:27:51 | Siegerin auf der Langdistanz (3,8 km Schwimmen, 180 km Radfahren und 42 m Laufen) bei der Erstaustragung                             |
| 2. Aug. 2015  | 2     | Ostseeman                                          | Glücksburg      | 09:48:22 | [ 10 ] |
| 19. Apr. 2015 | 3     | Strongman All Japan Triathlon                      | Miyakojima      | 09:04:01 | 6,5 km Laufen, 157 km Radfahren und 42,2 km Laufen (Schwimmen entfiel witterungsbedingt)                                             |
| 14. Sep. 2014 | 2     | Ironman Wales                                      | Pembrokeshire   | 11:20:54 | [ 11 ] |
| 7. Sep. 2014  | 2     | Köln-Triathlon                                     | Köln            | 09:41:01 | Zweite beim Cologne 226 |
| 5. Aug. 2014  | 2     | Ostseeman                                          | Glücksburg      | 09:59:49 | [ 13 ] |
| 4. Aug. 2013  | 1     | Ostseeman                                          | Glücksburg      | 09:46:45 | [ 14 ] |
| 7. Juli 2013  | 19    | Ironman Germany                                    | Frankfurt       | 09:53:33 | [ 15 ] |
| 8. Juli 2012  | 12    | ETU Long Distance Triathlon European Championships | Roth            | 09:37:37 | Triathlon-Europameisterschaft auf der Langdistanz im Rahmen der Challenge Roth (3,8 km Schwimmen, 180 km Radfahren und 42 km Laufen) |
| 1. Sep. 2011  | 1     | ICAN Mallorca                                      | Playa de Palma  | 09:58    | erster Sieg auf der Langdistanz |
| 1. Aug. 2010  | 6     | Ironman Regensburg                                 | Regensburg      | 10:14:48 | bei der Erstaustragung |
| 25. Apr. 2010 | 11    | Ironman South Africa                               | Port Elizabeth  | 11:21:01 | erster Start als Profi |
| 5. Juli 2009  | 17    | Ironman Austria                                    | Klagenfurt      | 10:14:28 | Zweite der Altersklasse |
| 6. Sep. 2009  | 3     | Köln-Triathlon                                     | Köln            | 10:16:40 | auf der Langdistanz beim Cologne 226                                                                                                 |
| 6. Juli 2008  | 34    | Ironman Germany                                    | Frankfurt       | 10:38:22 | 5. Rang in der Altersklasse |
| 1. Juli 2007  | 37    | Ironman Germany                                    | Frankfurt       | 10:42:36 | |
| 25. Juni 2006 | DNF   | Ironman France                                     | Nizza           | –        | zweitschnellste Frau auf der Schwimmdistanz mit 56:32 min                                                                            |
| 25. Juli 2004 | 45    | Ironman Switzerland                                | Zürich          | 11:59:36 | Zweite der Altersklasse 18-24 |
| 22. Mai 2004  | 38    | Ironman Lanzarote                                  | Lanzarote       | 13:19:54 | Zweite der Altersklasse 18-24 |
| 13. Juli 2003 | 60    | Ironman Germany                                    | Frankfurt       | 12:11:54 | als jüngste Teilnehmerin in diesem Jahr, Dritte der Altersklasse 18–24                                                               |

(DNF – Did Not Finish)